# 2024 en Israël
Chronologie d'Israël (en)
- 2020
- 2021
- 2022
- 2023
- 2024
- 2025
- 2026
- 2027
- 2028

Cette page concerne les évènements survenus en 2024 en Israël :

## Évènements
- 15 janvier : attentat à Ra'anana

## Sport
- Championnat d'Israël de football 2023-2024
- Championnat d'Israël de football 2024-2025
- Coupe d'Israël de football 2023-2024